# Der Teufelskreis (1956)
Der Teufelskreis ist ein deutscher Spielfilm der DEFA von Carl Balhaus aus dem Jahr 1956. Er behandelt den Reichstagsbrand und anschließenden Schauprozess im Jahr 1933.

## Handlung
Kurz nach der Machtergreifung Adolf Hitlers Anfang 1933 laufen Vorbereitungen, die die Mitglieder der sozialistischen und kommunistischen Parteien mundtot machen sollen. Hellseher Erik Jan Hanussen beschwört nach Bestechung durch SA-Männer, dass er ein großes Gebäude in Flammen sieht, und der Obergruppenführer der SA Graf Helldorf gewinnt das Vertrauen des anscheinend radikalen, in Wirklichkeit aber geistig kranken Niederländers Marinus van der Lubbe, der überzeugt ist, ein großer Brand werde ein Startsignal aussenden. Wenig später steht das Reichstagsgebäude in Flammen. Neben Marinus van der Lubbe waren vor allem SA-Männer am Legen der verschiedenen Brandherde beteiligt. Noch in derselben Nacht findet auf Veranlassung von Graf Helldorf eine Massenverhaftung von KPD- und SPD-Mitgliedern durch die SA statt. Obwohl der sozialdemokratische Abgeordnete Wilhelm Lüring von seinem Sohn Paul gewarnt wird, verweigert er sich der Flucht, habe er doch nie radikale Ansichten gehabt und werde von den Nationalsozialisten menschlich geschätzt. Kurz darauf wird er von der SA verhaftet.
Er wird zusammen mit zahlreichen anderen KPD- und SPDlern sowie dem jüdischen Arzt Dr. Meyerheim ohne Anklage und Verhör mehrere Monate in einer Sammelzelle gefangen gehalten. Später werden die Angeklagten nach und nach zum Verhör gebracht. Nachdem der kommunistische Abgeordnete Theo Neubauer zusammengeschlagen zurück in die Sammelzelle gebracht wird, ist Wilhelm Lüring an der Reihe. Die Nationalsozialisten wollten anlässlich des Reichstagsbrandes ein Exempel statuieren und einen Schauprozess veranstalten, um die Verantwortlichen des Brandes öffentlich zu verurteilen. Außer van der Lubbe haben sie fünf weitere Verdächtige ausfindig machen können, doch fehlen ihnen Beweise für eine gemeinsame Täterschaft, die es real nie gegeben hat. Wilhelm Lüring wird zum Tag des Brandes befragt und zu bestimmten Personen. Er gibt zu, einen als tatverdächtig eingestuften Mann im Wandelgang des Reichstages im Gespräch mit einem älteren Herrn gesehen zu haben. Dieser sei jedoch nicht van der Lubbe gewesen, der viel zu jung sei. Erst unter Folter meint Wilhelm Lüring, den Verdächtigen mit van der Lubbe gesehen zu haben. Nun gilt er als Kronzeuge des Prozesses und wird in Leipzig in Sonderhaft gehalten. Hier darf ihn auch seine Frau besuchen.
Der Reichstagsbrandprozess wird zur Farce. Van der Lubbe kann keine sinnvolle Aussage machen, weil er in der Haft sediert wurde. Einer der fünf Verdächtigen, der Exil-Bulgare und überzeugte Kommunist Georgi Dimitrow, der in seinem Heimatland bereits zum Tode verurteilt wurde, lehnt sich gegen die Lügen und Verleumdungen auf, stellt die Zeugen der Anklage bloß und tritt als sein eigener Verteidiger auf. Nach wenigen Tagen wird die Live-Übertragung der Verhandlung abgebrochen. Selbst Graf Helldorf und Hermann Göring werden von Dimitrow des Lügens überführt und in die Ecke getrieben. Wilhelm Lüring zeigt sich vom Mut Dimitrows beeindruckt. Er wird im Gefängnis von seiner Frau besucht, die versucht, ihn auf Betreiben seiner Kinder Paul und Marta zum Widerrufen seiner Aussage gegen van der Lubbe zu bringen. Am Ende widerruft Wilhelm Lüring seine Aussage vor Gericht und gibt als Begründung an, dass Dimitrows Verhalten ihm den Mut zur Wahrheit gegeben habe. Er wird in ein KZ deportiert, wo bereits die anderen Sozialisten gefangen sind. Schwer misshandelt stirbt er in den Armen der Genossen. Der Prozess geht unterdessen weiter, an dessen Ende Dimitrow ein Plädoyer für den Sieg der Arbeiterklasse hält.

## Produktion
Der Teufelskreis entstand nach dem Theaterstück Der Teufelskreis von Hedda Zinner. Im Film bezieht sich der Titel auf den Teufelskreis der Anklage, die für jeden der fünf Angeklagten einen Zeugen benennen kann, der einen mit einem anderen  Angeklagten gesehen haben will, bis sich der Kreis schließt. Der Film wurde 1955 gedreht und erlebte am 13. Januar 1956 sowohl im Berliner Kino Babylon als auch im DEFA-Filmtheater Kastanienallee seine Premiere. Zum Teil wurden originale Wochenschauaufnahmen der NS-Zeit in den Film geschnitten.
Die Rolle des Marinus van der Lubbe war nach einer Statistenrolle in Ernst Thälmann – Führer seiner Klasse der erste größere Leinwandauftritt des späteren DEFA-Stars Fred Delmare und bedeutete seinen Durchbruch als Filmschauspieler. Delmare hatte die Rolle des van der Lubbe zuvor bereits in einer Inszenierung am Leipziger Schauspielhaus gespielt. Der Film wurde zudem das Regiedebüt des Schauspielers Carl Balhaus.

## Kritik
Die zeitgenössische Kritik lobte, dass der Film keine bloße Abfilmung des Theaterstücks und damit schematische Verfilmung geworden sei. „Die Handlungsschauplätze sind wirksam erweitert, die Darstellerführung ist sauber und klar, Umstellung und Neueingliederung etlicher Szenen sind geschickt bewältigt.“ Karl-Eduard von Schnitzler befand, dass es „unzweifelhaft gelungen [sei], einen großen Teil des historischen wie des Bühnengeschehens ins Filmische umzusetzen.“
„In politisch bedingten historischen Verzeichnungen zwar kritik- und fragwürdig, ist der Film dennoch eine partiell eindrucksvolle freie Bearbeitung eines wichtigen Kapitels deutscher Zeitgeschichte“, befand der film-dienst. Ralf Schenk nannte den Film „ästhetisch eher bieder“.
Der Interministerielle Ausschuß für Ost-West-Filmfragen verbot die Aufführung in der Bundesrepublik Deutschland.